# Вигье, Луи Гийом Александр
Луи Гийом Александр Вигье (фр. Louis Guillaume Alexandre Viguier, 1790 — 1867) — французский ботаник и врач.

## Научная деятельность
Луи Гийом Александр Вигье специализировался на семенных растениях.

## Почести
Род растений Viguiera Kunth семейства Астровые был назван в его честь.
В его честь были также названы следующие виды растений:
- Hypoestes viguieri Benoist[3]
- Aloe viguieri H.Perrier[4]
- Protorhus viguieri H.Perrier[5]
- Conyza viguieri Humbert[6]
- Impatiens viguieri H.Perrier[7]
- Bursa viguieri Shull[8]
- Sedum viguieri Raym.-Hamet ex Fröd.[9]
- Alsophila viguieri (Tardieu) R.M.Tryon[10]